# 伊图里河镇
伊图里河镇，是中华人民共和国内蒙古自治区呼伦贝尔市牙克石市下辖的一个乡镇级行政单位。
蒙语的意思是「水平如一面大镜子」。

## 行政区划
伊图里河镇下辖以下地区：
伊东社区和伊西社区。